# Òdena
Òdena (spanisch Ódena) ist eine katalanische Gemeinde (Municipio) mit 3.710 Einwohnern (Stand: 2024) in der Provinz Barcelona im Nordosten Spaniens. Sie liegt in der Comarca Anoia. Neben dem Hauptort Òdena gehören die Ortschaften El Bosc Gran, Can Sabater, Can Soler, Les Casetes d'en Mussons, L'Espelt, La Font d'en Masarnau, El Pla, El Raval d'Aguilera und Samuntà.

## Lage
Òdena liegt etwa 60 Kilometer nordwestlich von Barcelona in einer Höhe von ca. 420 m. Im Gemeindegebiet liegt der Flugplatz Igualada-Òdena. Durch die Gemeinde führt die Autovía A-2. 

## Bevölkerungsentwicklung
| Jahr      | 1970 | 1981 | 1991 | 2001 | 2011 | 2021 |
| Einwohner | 2525 | 2577 | 2534 | 2697 | 3469 | 3681 |

## Sehenswürdigkeiten
- Burgruine von Òdena
- Michaeliskirche in Òdena
- Peterskirche in Òdena
- Marienkirche in La Conca d'Òdena
- Magdalenenkirche in L'Espelt
- Rathaus

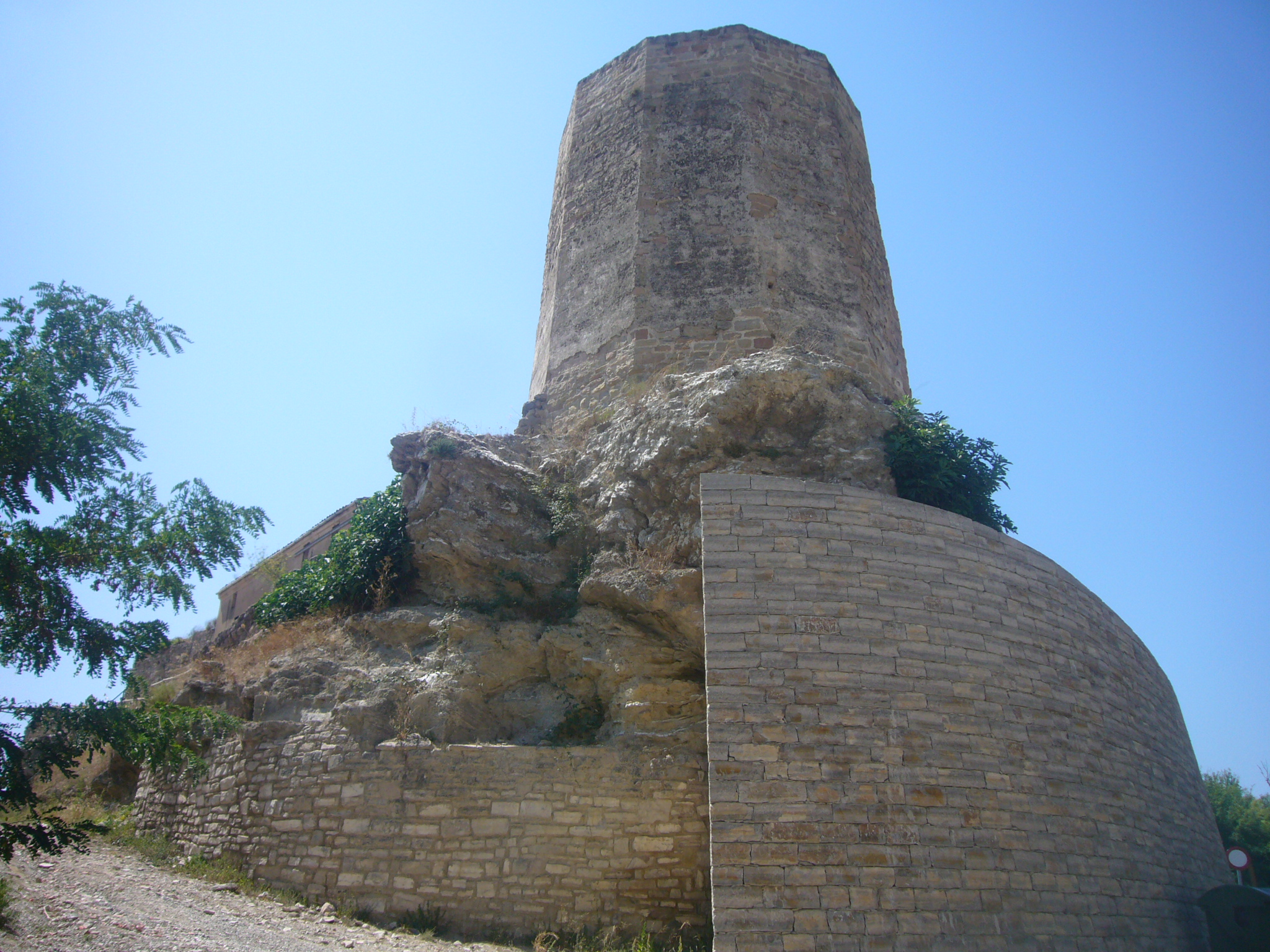
Reste der Burg von Òdena
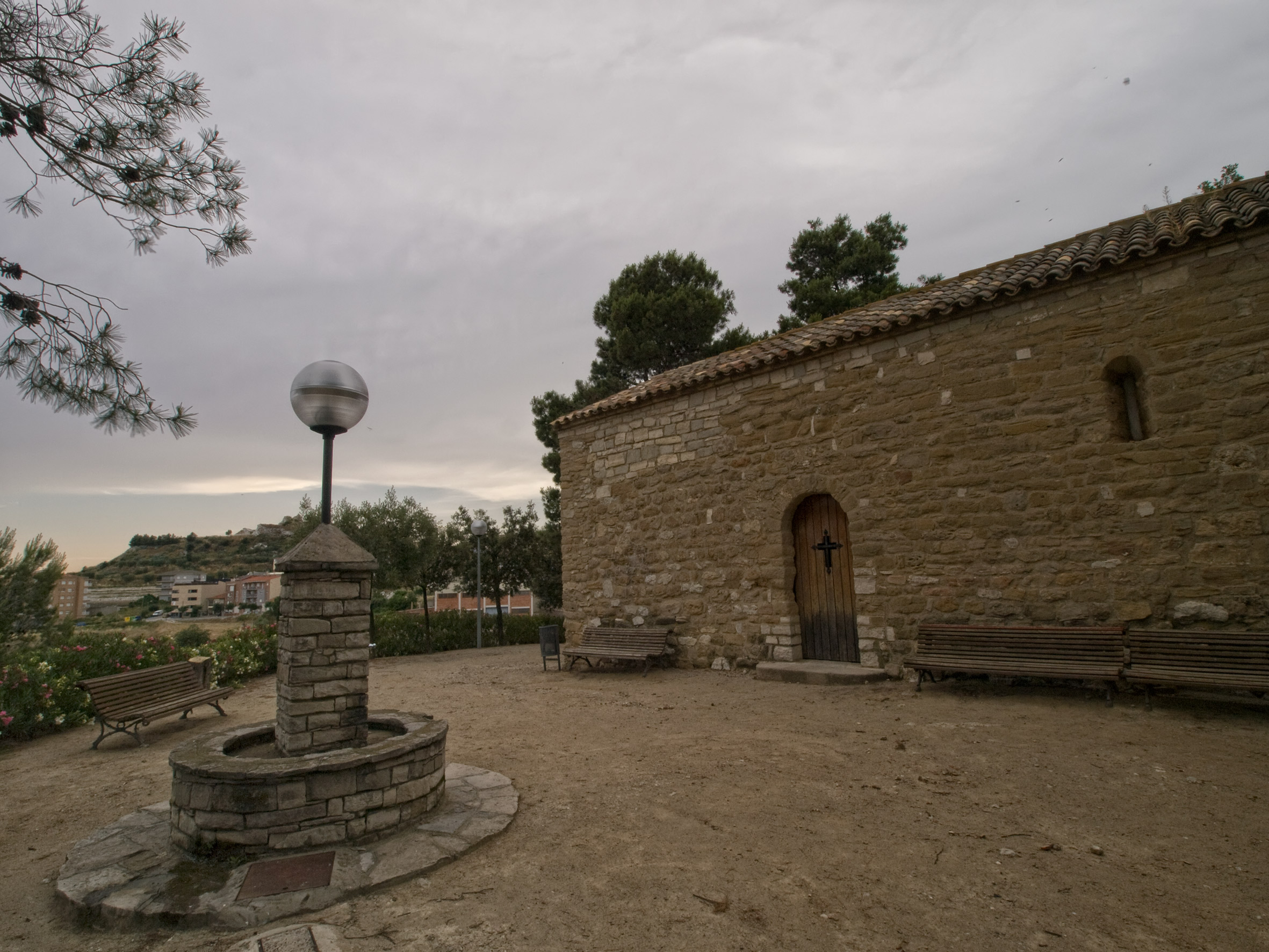
Michaeliskirche
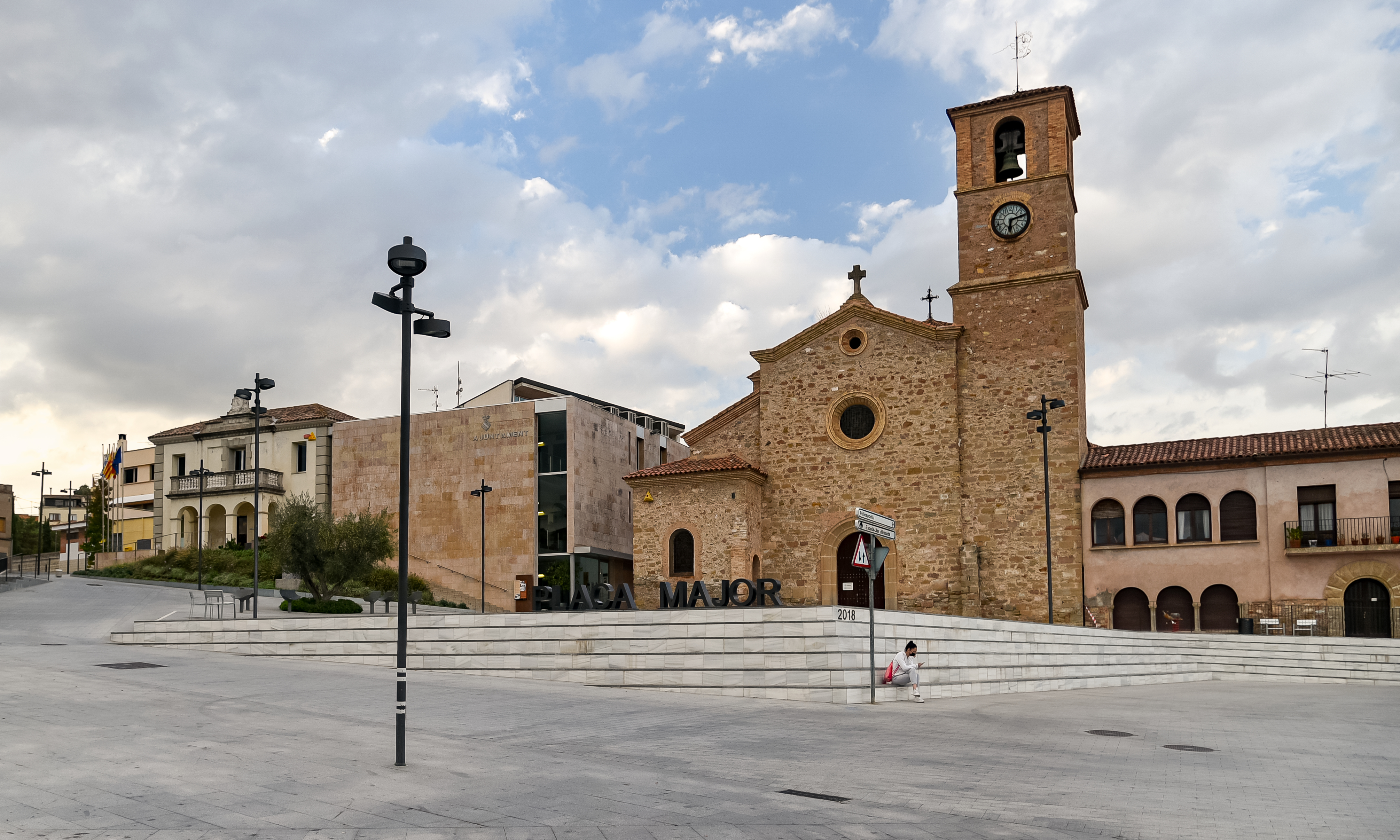
Peterskirche
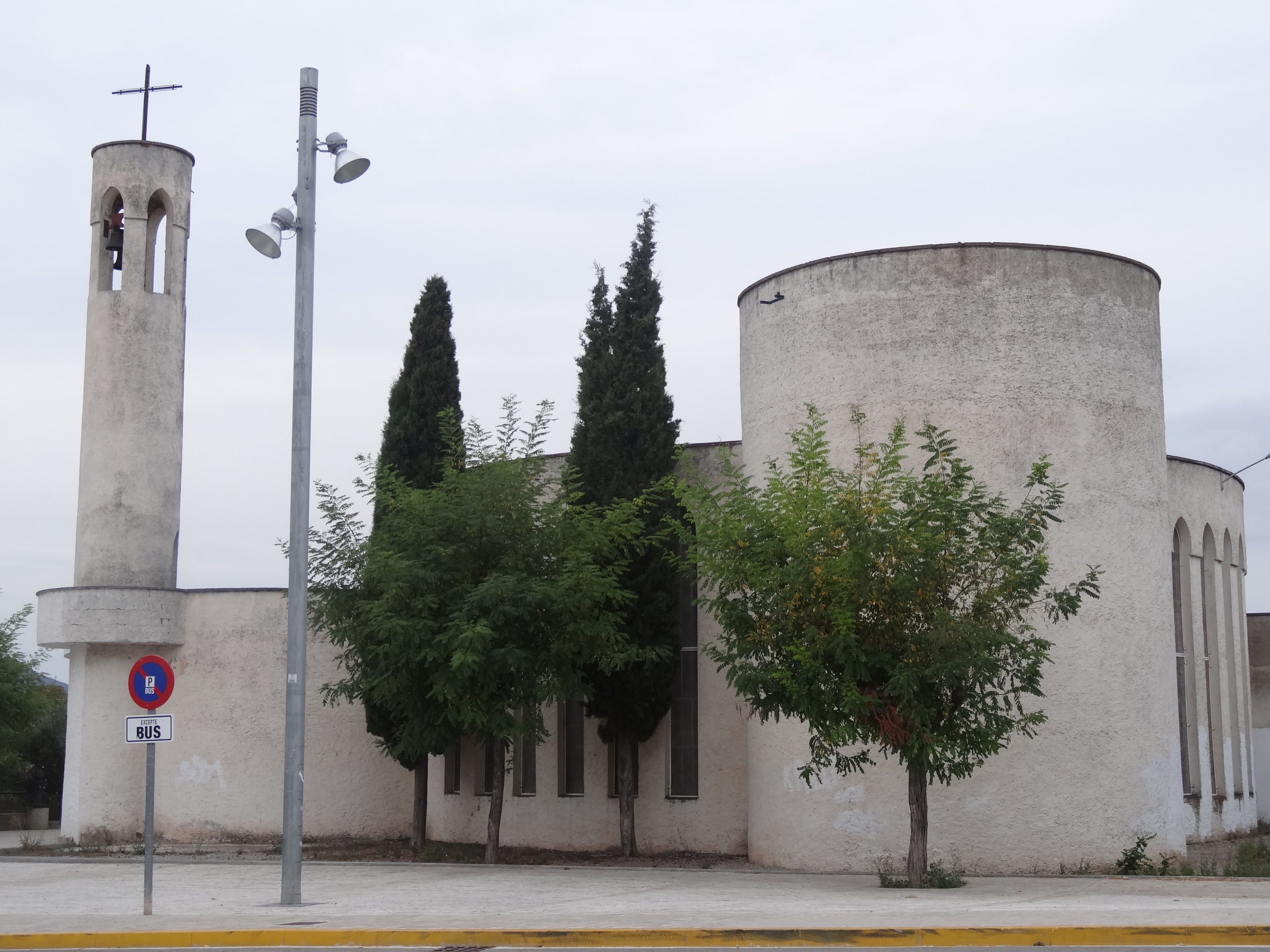
Marienkirche
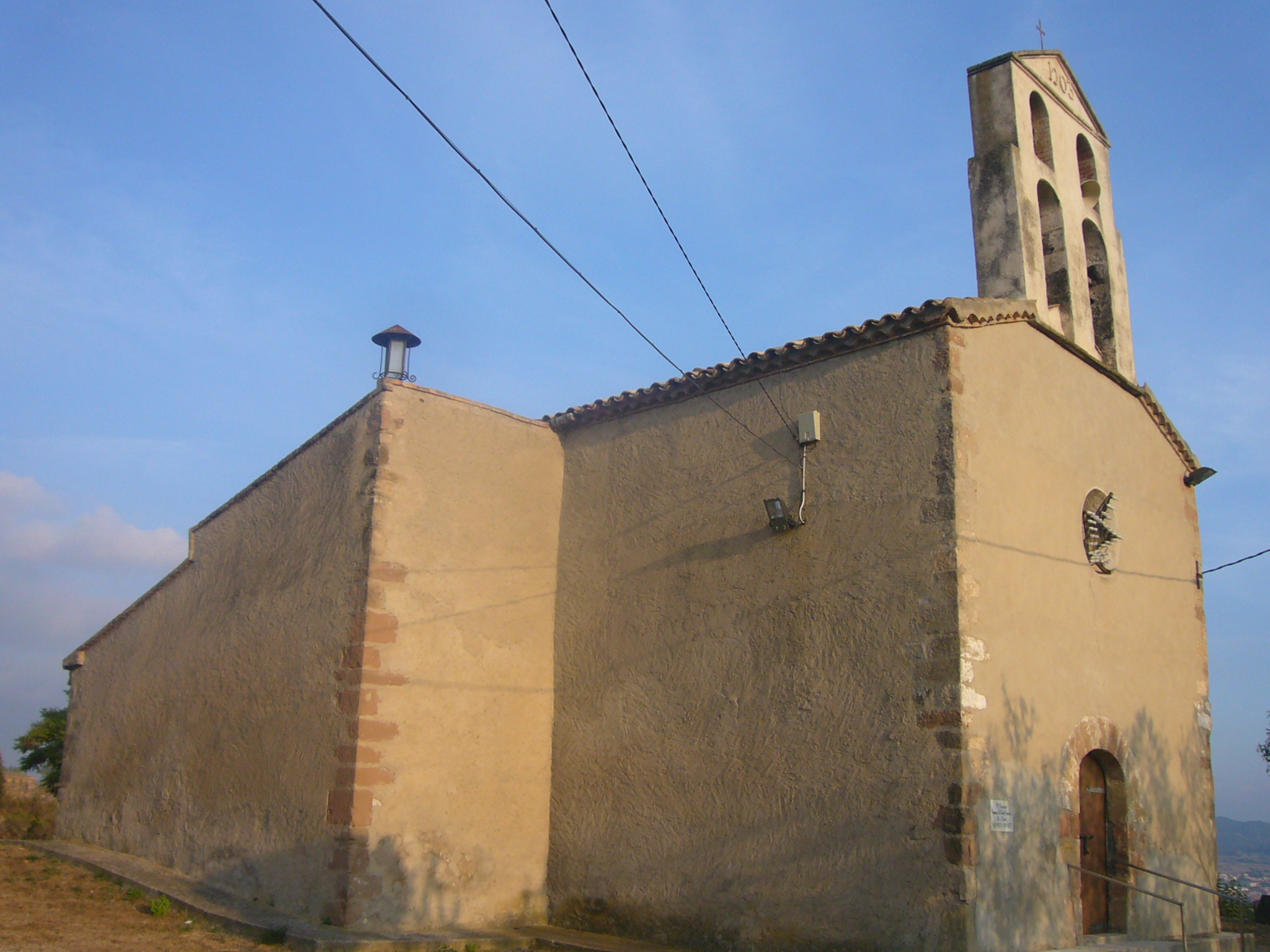
Magdalenenkirche
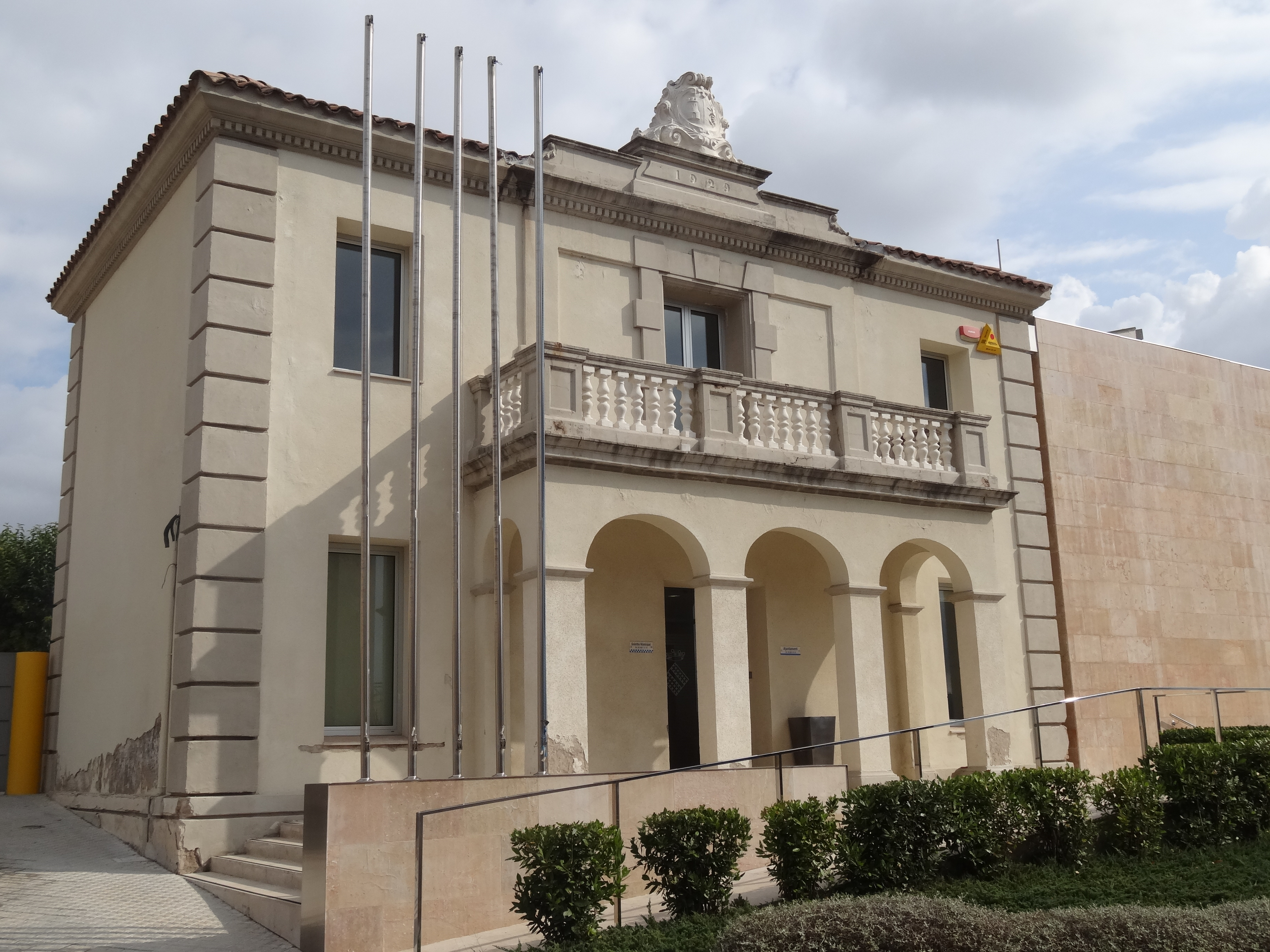
Rathaus

## Gemeindepartnerschaft
Mit der französischen Gemeinde Odenas im Département Rhône (Region Auvergne-Rhône-Alpes) besteht eine Partnerschaft.